# Dieter Volkmann
Dieter Volkmann (* 1941) ist ein deutscher Biologie und emeritierter Hochschullehrer der Universität Bonn. Er leitete das Institut für Zelluläre und Molekulare Biologie.

## Leben
Volkmann studierte in Würzburg, Tübingen und Bonn. Zunächst absolvierte er ein Studium der Biologie und Mathematik mit Abschluss für das Lehramt an Gymnasien. 1973 promovierte er an der Universität Bonn über ein Thema zur Schwerkraftwahrnehmung („Feinbau der Columellazellen in der Wurzelhaube und deren Bedeutung für die Geoperzeption“). Seine Habilitation 1981 ebenda handelte über ein Thema zu Zell- und Membrandynamik („Untersuchungen zu Membranfluss und Membrandifferenzierung in Zellen der Wurzel von Lepidum sativum L. während ihrer Entwicklung“). Er wurde zum Akademischen Oberrat befördert. Als „Weltraumbiologe“ wurde er 1986 zum außerplanmäßigen Professor der Universität Bonn ernannt und hielt dort entsprechende Kurse und Seminare ab. 2006 ging er in den Ruhestand. Sein Forschungsgebiet sind die Zell- und Membrandynamik und Signalverarbeitung.

## Werke
- Frantisek Baluska (Hrsg.), Stefano Mancuso, Dieter Volkmann: Communication in Plants. Neuronal Aspects of Plant Life. 2006, ISBN 9783540284758
- Frantisek Baluska, Dieter Volkmann, Peter W. Barlow: Cell-Cell Channels. New York, NY: Springer New York, 2006, ISBN 978-0-387-36058-4